# Colotis agoye
The Speckled Sulphur Tip (Colotis agoye)là một loài bướm thuộc họ Pieridae. Nó được tìm thấy ở Afrotropic ecozone.
Sải cánh dài 30–44 mm in males and 32–45 mm in females. The adults fly year-round in warm areas, peaking từ tháng 3 đến tháng 6.
The larva feed on Boscia and Cadaba species.

## Phụ loài
The following subspecies are recognised:
- C. a. agoye
- C. a. esophorus (Trimen, 1863)
- C. a. bowkeri (Trimen, 1883)
- C. a. zephyrus (Marshall, 1897)